# Philipp Huber (Leichtathlet)
Philipp Huber (* 18. Februar 1974) ist ein ehemaliger Schweizer Leichtathlet.

## Sportliche Karriere
Philipp Huber trat für den LC Zürich an. Er war 1997 Schweizer Meister im Zehnkampf. In der Halle siegte er 2000, 2002 und 2004 im Siebenkampf. Seine Bestleistung im Zehnkampf von 8153 Punkten stellte er am 3. und 4. Juni 2000 in Götzis auf. Seine Hallenbestleistung von 5773 Punkten stammt ebenfalls aus dem Jahr 2000, aufgestellt am 12. und 13. Februar in Magglingen.
Hubers internationale Karriere begann bei den Juniorenweltmeisterschaften 1992 in Seoul, er erreichte den fünften Platz im Zehnkampf. Im Jahr darauf wurde Huber Sechster bei den Junioreneuropameisterschaften 1993.
1994 bei den Europameisterschaften in Helsinki beendeten 21 von 28 Zehnkämpfern ihren Wettkampf, Philipp Huber belegte mit 7725 Punkten den 14. Rang. 1996 bei den Olympischen Spielen in Atlanta nahmen 40 Athleten am Zehnkampf teil und 31 hielten bis zum Ende durch. Huber wurde 28. mit 7743 Punkten. Bei den Weltmeisterschaften 1997 in Athen blieben 20 von 34 Teilnehmern in der Wertung. Huber erreichte mit 8107 Punkten den 12. Platz. Bei den Europameisterschaften 1998 in Budapest beendeten 20 von 26 Zehnkämpfern den Wettbewerb. Philipp Huber sammelte 8081 Punkte und kam auf den 12. Platz. 2000 bei den Olympischen Spielen in Sydney brach Huber den Zehnkampf nach der ersten Disziplin ab.
Neben seinen Auftritten bei internationalen Meisterschaften beendete Huber auch sieben Zehnkämpfe beim Europacup der Mehrkämpfer, von 1996 bis 1998 war er mit der Schweizer Mannschaft dreimal in der besten Gruppe dabei.

## Fussnoten
1. ↑  Schweizer Meister bei gbrathletics.com
2. ↑  Schweizer Hallenmeister bei gbrathletics.com
3. ↑  Zehnkampf 1994 bei Todor Krastevs Seite todor66.com
4. ↑  Zehnkampf 1996 in der Datenbank von Olympedia.org (englisch), abgerufen am 15. April 2025.
5. ↑  Zehnkampf 1997 bei Todor Krastevs Seite todor66.com
6. ↑  Zehnkampf 1998 bei Todor Krastevs Seite todor66.com
7. ↑  Zehnkampf 2000 in der Datenbank von Olympedia.org (englisch), abgerufen am 15. April 2025.
8. ↑  Hans van Kuijen: European Cup Combined Events 1973–2007. Statistics Handbook 25 editions. Helmond 2007. Seite 174

| Personendaten    | Personendaten          |
| ---------------- | ---------------------- |
| NAME             | Huber, Philipp         |
| KURZBESCHREIBUNG | Schweizer Leichtathlet |
| GEBURTSDATUM     | 18. Februar 1974       |